# Vic Darchinyan
Vic Darchinyan est un boxeur arménien né le 7 janvier 1976 à Vanadzor (Kirovokan).

## Carrière
Il devient champion du monde poids mouches IBF le 16 décembre 2004 en battant Irene Pacheco par arrêt de l'arbitre au 11e round. Après 6 défenses victorieuses, il s'incline à la 5e reprise face à Nonito Donaire le 8 juillet 2007.
Darchinyan tente alors sa chance dans la catégorie supérieure et décroche le 2 août 2008 le titre de champion du monde des super-mouches IBF aux dépens de Dimitri Kirilov (KO dans le 5e round). Il réunifie ensuite les ceintures WBA, WBC et IBF le 1er novembre 2008 en stoppant le mexicain Cristian Mijares au 9e round, ceintures qu'il conserve le 7 février 2009 en battant au 11e round l'argentin Jorge Arce.
Le 11 juillet, il tente de remporter un titre mondial dans une 3e catégorie en affrontant le champion IBF des poids coqs Joseph Agbeko. Darchinyan s'incline aux points face au boxeur ghanéen au terme d'un combat très disputé,.
Malgré cette défaite, il conserve à nouveau ses titres WBA et WBC des super-mouches le 12 décembre 2009 en stoppant dès le 2e round Tomas Rojas et le 6 mars 2010 en battant aux points Rodrigo Guerrero. Le boxeur arménien s'empare du titre IBO des poids coqs le 20 mai 2010 et la WBC le destitue finalement de son titre des super-mouches le 3 août (la WBA faisant de même le 14 octobre au profit du mexicain Hugo Fidel Cázares). Il perd en revanche le 11 décembre 2010 son combat contre Abner Mares aux points par décision partagée puis le 3 décembre 2011 face à Anselmo Moreno.